# Stejnosměrný proud

Průběh napětí stejnosměrného obvodu

Stejnosměrný proud (též DC z angl. Direct Current) je elektrický proud, který v čase nemění směr svého toku, na rozdíl od proudu střídavého. Elektrický proud je tok elektrického náboje, který nesou typicky v kovových vodičích elektrony. 
Stejnosměrný proud nemusí mít nutně konstantní průběh, může klesat, růst nebo pulsovat, ale nesmí se dostat pod časovou osu t. To, že je průběh stále nad časovou osou t znamená, že elektrony se pohybují (jako tzv. elektronový plyn) stále jedním směrem. Opakem je proud střídavý (též AC z angl. Alternating Current), kdy se průběh křivky periodicky dostává pod časovou osu t.
Směr stejnosměrného proudu je domluven od kladného k zápornému pólu zdroje (tzv. konvenční směr), bez ohledu na skutečný směr pohybu částic nesoucích elektrický náboj. Ve složených elektrických obvodech se směr proudu v jednotlivých větvích určí pomocí Kirchhoffových zákonů.

## Zdroje stejnosměrného proudu
Nejrozšířenější zdroje stejnosměrného proudu:
- galvanický článek – jedná se buď o primární články (např. tužková baterie) určené k napájení spotřebičů s malým příkonem nebo články sekundární – akumulátory – určené pro energeticky náročnější přenosné spotřebiče (např. mobilní telefon)
- fotovoltaický článek – používaný k napájení malých kapesních kalkulátorů, ale i pro stavbu mohutných fotovoltaických elektráren
- termočlánek – napájí meziplanetární sondy jako součást radioizotopového termoelektrického generátoru
- dynamo – dříve nejrozšířenější stejnosměrný zdroj, nyní zcela vytlačen alternátorem s usměrňovačem
- usměrňovač – umožňuje získat stejnosměrný proud ze střídavého, většinou síťového proudu

## Využití stejnosměrného proudu
Stejnosměrný proud byl historicky prvním využívaným druhem proudu. O jeho rozšíření se zasloužil svými vynálezy především Thomas Alva Edison, který stále lpěl na jeho využívání, i když se koncem 19. století ukázalo, že pro přenos elektřiny na delší vzdálenosti se hodí více proud střídavý, podporovaný naopak Nikolou Teslou.
- Stejnosměrný proud se používá pro trakční napájení v dopravě, tj. pro napájení hnacích vozidel (lokomotiv, trolejbusů, vozů metra či tramvají).
- Stejnosměrný proud se využívá pro elektrolýzu nebo galvanické pokovování.
- Stejnosměrný proud je nutné použít v obvodech, které využívají jeho vlastností – například proto, že obsahují součástky citlivé na směr proudu. To je například elektrolytický kondenzátor nebo tranzistor.

Pro přenos elektrické energie na větší vzdálenosti je ale většinou ekonomicky výhodnější střídavý proud.